# U 511 (Kriegsmarine)

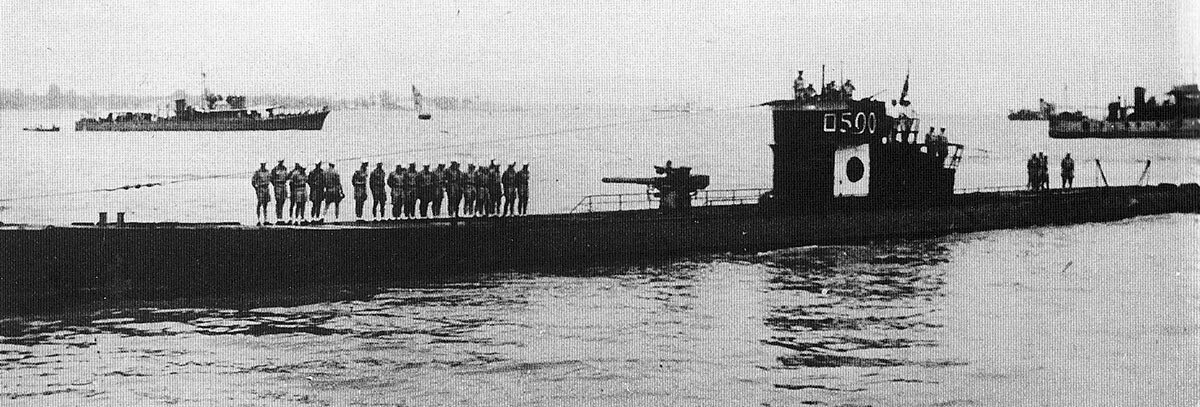
RO 500 (U 511).

De U 511 was een U-boot van de IX C-klasse van de Duitse Kriegsmarine tijdens de Tweede Wereldoorlog. Hij werd tot zijn overdracht aan de Japanners gecommandeerd door Kapitänleutnant Fritz Schneewind en voorheen door Kptlt. Friedrich Steinhoff.

## Geschiedenis
De U 511 begon zijn training bij de 4. Unterseebootsflottille op 8 december 1941 en werd gecommandeerd door Kptlt. Friedrich Steinhoff. Na het voltooien van zijn training werd hij op 1 augustus 1942 overgeplaatst naar de 10. Unterseebootsflottille. Op 18 december 1942 nam Kptlt. Fritz Schneewind het bevel over. 
In vier patrouilles van 1 augustus 1942 tot 1 september 1943 bracht de U 511 vijf schepen met in totaal 41.373 brutotonnage tot zinken en beschadigde hij één schip. 
Op 16 september 1943 werd de U 511 als cadeau overgedragen aan de Japanners en werd hij hernoemd in RO 500. Uiteindelijk werd hij na de oorlog in de Golf van Maizuru door de US Navy tot zinken gebracht op 30 april 1946.